# 申訴專員 (莫三比克)
申訴專員（葡萄牙語：Provedor de Justiça）是莫三比克根據2004年憲法設立的職位，旨在保障公民權利，以及維護公共行政作為的合法性及公正。
自2009年起，莫三比克申訴專員職位為民選。